# Federico Gallego
Federico Gallego Revetria (n. Montevideo, Uruguay; 13 de junio de 1990), conocido simplemente como Federico Gallego, es un futbolista uruguayo que juega como medio centro ofensivo en Sud América de la Segunda División de Uruguay.

## Trayectoria
En su primera temporada, disputó el Campeonato Uruguayo de Segunda División 2011-12. El 1 de octubre de 2011 debutó como profesional en el primer equipo de Sud América, comenzó como titular para enfrentar a Huracán, el partido terminó 3 a 0 a favor. Terminó la temporada cuando perdieron por los playoffs del ascenso a la máxima categoría.
En la segunda temporada, convirtió su primer gol el 30 de marzo de 2013, le ganaron 2 a 0 a Huracán. Además, logró el Campeonato Uruguayo de Segunda División 2012-13 y el ascenso a primera división.
En su tercera temporada, jugó el Campeonato Uruguayo de Fútbol 2013-14, convirtió 2 goles y Sudamérica logró la permanencia en la máxima categoría.
El 26 de enero de 2015 firmó con Argentinos Juniors para jugar en la máxima categoría del fútbol argentino, a préstamo por un año.

## Estadísticas

### Clubes
| Club                | País      | Año         | Part. | Goles | Asist. | Prom. |
| ------------------- | --------- | ----------- | ----- | ----- | ------ | ----- |
| Sud América         | Uruguay   | 2011 - 2016 | 98    | 6     | -      |       |
| Argentinos Juniors  | Argentina | 2015        | 24    | 1     |        |       |
| Comunicaciones      | Guatemala | 2016-2017   | 19    | 0     |        |       |
| Liverpool           | Uruguay   | 2016 - 2017 | 11    | 0     |        |       |
| Boston River        | Uruguay   | 2017        | 23    | 0     |        |       |
| Northeast United FC | India     | 2018 - 2022 | 30    | 5     |        |       |
| Sud América         | Uruguay   | 2023 - act. |       |       |        |       |
| Total               |           |             |       |       |        |       |

 Actualizado al 5 de junio de 2016.